# Хаммарен, Турстен
Карл Торстен Хаммарен (швед. Carl Torsten Hammarén; 7 мая 1884, Стокгольм, Швеция — 24 февраля 1962, Гётеборг) — шведский театральный деятель, актёр театра и кино, режиссёр-постановщик, театральный педагог.

## Биография
Родился в семье оптового торговца. Получил высшее образование в 1904 году. Позже обучался актёрскому мастерству у Сигне Хеббе и Шарлотты Раа-Винтеръельм.
Дебютировал на сцене Королевского драматического театра в Стокгольме в 1908 году. С 1908—1910 год выступал в провинции, в 1910—1912 годах — в Интимном театре . В 1912—1922 годах — актёр Стокгольмского Шведского театра.
В 1923—1926 годах руководил театром в Хельсингборге, в 1926—1934 годах — «Лоренсберг-театром» в Гётеборге, труппа которого в 1934 г. стала ядром вновь организованного Городского театра. Под его руководством этот театр стал одним из лучших в Швеции.
Т. Хаммарену было свойственно стремление к искусству, характеризующемуся общественно-политической направленностью, актуальностью. Спектакли его имели публицистическое звучание, отличались гармоничным ансамблем.
Среди лучших ролей — Отелло; Мастер Улоф (о. п. Стриндберга), Ранк («Кукольный дом» Ибсена), Маркурелл («Маркуреллы из Вадчепинга» Я. Бергмана), Тюгесен («География и любовь» Бьёрнсона), Маттиас Клаузен («Перед заходом солнца» Гауптмана).
К числу лучших постановок относят яркие антифашистские спектакли «Палач» Лагерквиста и «Нильс Эббесен» Мунка (оба в 1944), «Густав Ваза» Стриндберга (1934), «Раскольников» (по роману Достоевского «Преступление и наказание», 1935), «Кориолан» Шекспира (1938), «Мёртвые без погребения» Сартра (1947).
Глубокий психологизм, стремление к современному прочтению отличало постатовку драм Ибсена: «Дикая утка» (1935), «Привидения» (1937), «Пер Гюнт» (1942), «Росмерсхольм» (1952), «Женщина с моря» (1954).
Оставив в 1950 году театр, Т. Хаммарен до конца жизни продолжал занятия в основанной им учебной студии при театре. В числе его видных учеников: режиссёры И. Бергман, X. Вальгрен, А. Фальк, Й. Йентеле) и актёров (С. Милиандер, К. Йельм, А. Эк, А. Третов, П. Оскарсон, Б. Экерут).|

## Фильмография
- 1919 — Hemsöborna
- 1920 — Erotikon
- 1924 — Gösta Berlings saga
- 1931 — En kvinnas morgondag
- 1946 — Sveriges port mot väster